# Dieylani Fall
Cheikh Abdou Khadre Dieylani Fall (* 30. November 1989 in Thiès) ist ein senegalesischer Fußballspieler.

## Karriere

### Verein
Fall startete seine Karriere in der Jugend des damaligen Drittligisten Mbakhane Thiès und wechselte im Frühjahr 2009 zum ASEC Ndiambour, für den er sein Profi-Debüt in der Senegal Premier League gab. Nachdem er für den Verein aus Louga in 16 Spielen fünf Tore erzielt hatte, wechselte Fall im August 2010 weiter zum Ligarivalen ASC Diaraf. Im September 2010 absolvierte er ein Probetraining beim AJ Auxerre und war im Fokus des 1. FC Köln und der New England Revolution. Nachdem er in vier Monaten in sechs Spielen drei Tore für ASC Diaraf erzielt hatte, wechselte Fall am 11. Januar 2011 zum französischen Ligue 1-Verein AJ Auxerre. Dort war er der siebte senegalesische Nationalspieler in der Geschichte des Vereines. Zu seinem Profi-Debüt für AJ Auxerre in der Ligue 1 kam er weder unter Jean Fernandez noch unter Laurent Fournier. Er erzielte 14 Tore in 39 Spielen für die B-Mannschaft des Vereins in der viertklassigen CFA. In der Sommerpause 2012 wechselte er weiter zum Zweitligisten Amiens SC, wo er insgesamt zwei Spielzeiten aktiv war. Dann folgte im Sommer 2014 ein Vertrag bei Wydad Casablanca in Marokko. Dort gewann er im ersten Jahr zwar die nationale Meisterschaft, wurde aber anschließend an den Ligarivalen KAC Kénitra verliehen. Dann folgten in der Spielzeit 2016/17 die Stationen Al-Fahaheel SC in Kuwait sowie Al Nasr Lel Taa'den SC in Ägypten. Seit dem Sommer 2017 spielt Fall wieder in seiner Heimat Senegal und wurde 2018 mit ASC Diaraf erneut Landesmeister. Aktueller Verein des Stürmers ist seit 2019 der Mbour Petite-Côte FC.

### Nationalmannschaft
Am 10. Mai bzw. 11. August 2010 absolvierte Fall zwei Testspiele für die senegalesische A-Nationalmannschaft gegen Mexiko (0:1) sowie die Kap Verden (1:0). Mit der U-23-Auswahl nahm er 2011 am Afrika-Cup in Marokko teil und erreichte dort den vierten Platz.

## Erfolge
- Senegalesischer Meister: 2010, 2018
- Marokkanischer Meister: 2015